# Ratelslang
De ratelslang of bosratelslang (Crotalus horridus) is een slang uit de familie adders (Viperidae), onderfamilie groefkopadders (Crotalinae).

## Naam en indeling
De wetenschappelijke naam van de soort werd voor het eerst voorgesteld door Carl Linnaeus in 1758. Er zijn meerdere soorten ratelslangen, waarvan Crotalus horridus de bekendste is.

## Uiterlijke kenmerken
De ratelslang bereikt een lichaamslengte van ongeveer 90 tot 150 centimeter, uitschieters kunnen tot bijna 1,9 meter lang worden. De slang kent een grote variëteit aan kleuren en patronen; sommige tekeningen lijken op die van de diamantratelslang; licht omzoomde ruiten op de rug, maar de algemene vorm is een grijze tot lichtbruine basiskleur en brede V-vormige strepen op het midden van de rug. Over het midden loopt een bruine tot rode streep die ook weer aan de diamantratelslang doet denken. De kop is breed en driehoekig met de bekende zintuiglijke groeven aan de voorzijde van de kop. Deze soort heeft acht verharde schubben aan het einde van de staart die zijn vergroeid tot schijfjes. Deze veroorzaken het ratelende tot zoemende geluid als ze worden geschud, ze worden bij iedere vervelling groter. Bij jonge dieren is de ratel veel korter en telt maar enkele schijfjes.

## Levenswijze
De ratelslang leeft van kleine zoogdieren zoals ratten, maar ook reptielen en vogels, waarvan hij ook de nesten leeg rooft. Hij is een goede zwemmer en leeft bij voorkeur bij rotspartijen met struiken in de buurt van beekjes. In de streken waar de ratelslang voorkomt is het dier verantwoordelijk voor vele beten per jaar, ook omdat deze soort vrij algemeen is en daarnaast bekend staat als erg snel en relatief agressief; de ratelslang valt liever aan dan dat hij vlucht. De ratelslang is zeer giftig en de kans dat een mens een onbehandelde beet overleeft is klein. Het gif van de slang tast het bloed en de weefsels aan doordat er hemolytische enzymen in zitten die hemoglobine (de ijzerbindende stof in ons bloed) afbreken. Hierdoor kan een scala aan symptomen ontstaan, meestal plaatselijke weefselafsterving, bloedingen en misselijkheid, maar uiteindelijk ook de dood.
De slang is eierlevendbarend; de eieren ontwikkelen zich in het moederlichaam. De juvenielen hebben een lichaamslengte van bijna 20 tot meer dan 40 centimeter als ze worden geboren. Na enkele jaren zijn ze volwassen, bij vrouwtjes kan dit oplopen naar negen jaar. In de winter kunnen de dieren samen met andere soorten slangen met honderden tegelijk in een winterverblijf worden aangetroffen.

## Verspreiding en habitat

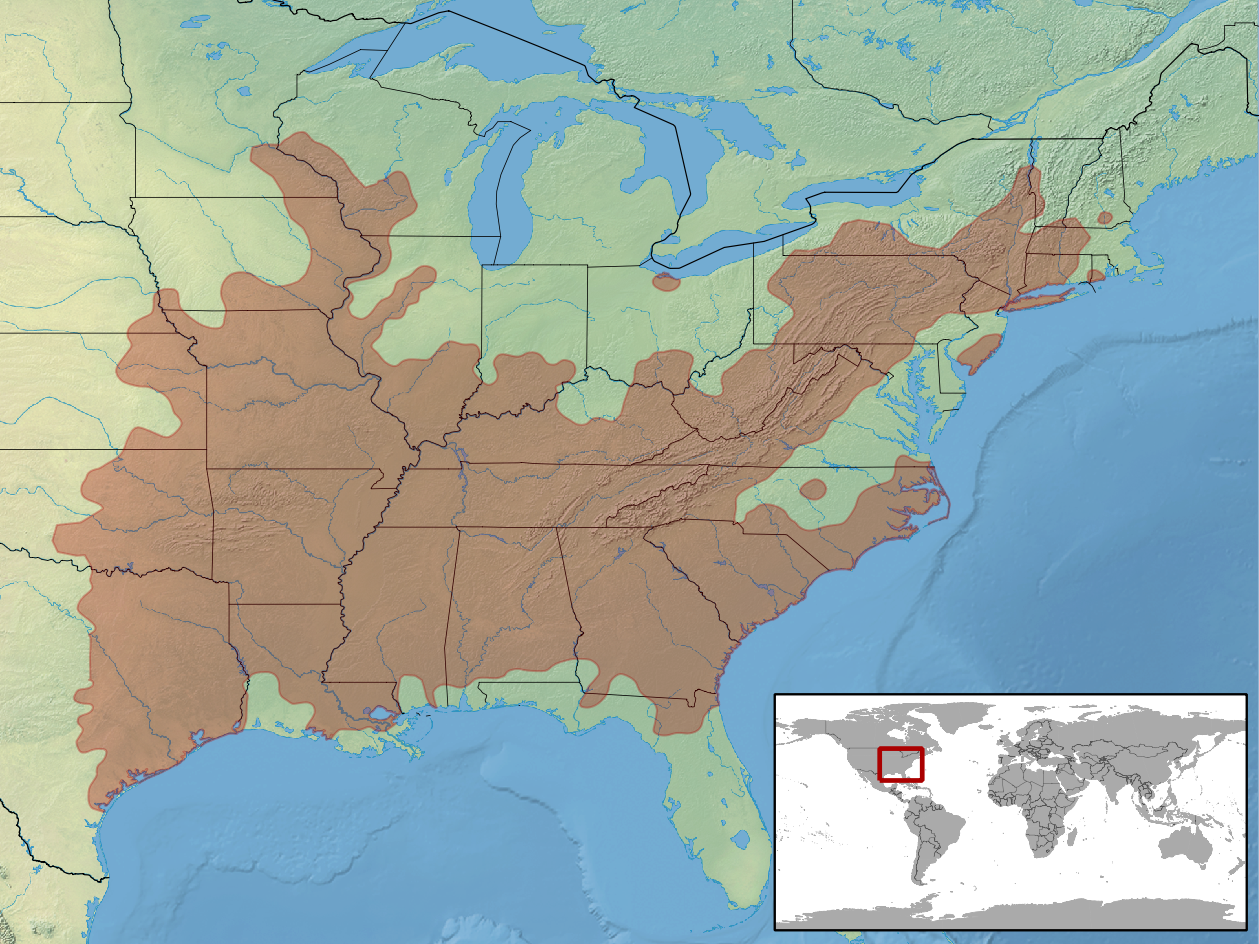
Verspreidingsgebied in het rood.

Deze ratelslang komt voor in delen van Noord-Amerika en leeft in de landen Canada en de Verenigde Staten. In Canada is de slang alleen aangetroffen in de staat Ontario en in de VS komt de slang voor in de staten Texas, Oklahoma, Kansas, Nebraska, Minnesota, Iowa, Tennessee, Missouri, Arkansas, Louisiana, Mississippi, Alabama, Georgia, Florida, South Carolina, North Carolina, Virginia, West Virginia, Kentucky, Indiana, Illinois, Wisconsin, Ohio, Tennessee, Maryland, Pennsylvania, New Jersey, New York, Rhode Island, Connecticut, Massachusetts, New Hampshire en Vermont.
De habitat bestaat uit laaglanden en in vochtige bossen en bosranden, meestal bij water maar ook in gebieden met palmbomen. Ook in door de mens aangepaste streken zoals weilanden kan de slang worden gevonden. Omdat ze graag in de buurt van water vertoeven, komen ze met name voor langs de stroomgebieden van de rivieren Trinity, Neches, en Angelina, waar ze overdag meestal tussen de bosjes liggen opgerold en tijdens de schemering ontwaken en op jacht gaan.

## Beschermingsstatus
Door de internationale natuurbeschermingsorganisatie IUCN is de beschermingsstatus 'veilig' toegewezen (Least Concern of LC).